# Ян-Ґреґор Кремп
Ян-Ґреґор Кремп (нім. Jan-Gregor Kremp; нар. 30 вересня 1962, Монгайм-ам-Райн, Меттман, Північний Рейн-Вестфалія, ФРН) — німецький актор театру, кіно й телебачення. Найбільш відомий завдяки ролі комісара Томаса Келлера в серіалі «Телефон поліції — 110».

## Життєпис
Народився 30 вересня 1962 року в місті Монгайм-ам-Райн, Північний Рейн-Вестфалія. Навчався акторській майстерності в Університеті «Моцартеум», Зальцбург, Австрія.
1991 року дебютував у кіно невеликою роллю Альфреда Заха в комедійній стрічці «Піца „Колонія“». Визнання прийшло у 2004 році, завдяки телевізійному серіалу «Телефон поліції — 110», де Кремп виконав головну роль.

## Особисте життя
Одружений з німецькою акторкою Йоганною Ґастдорф. У подружжя є син Лео-Арон Кремп. Мешкає з сім'єю в Леверкузені.
Ян-Ґреґор Кремп є вболівальником і почесним членом ФК «Баєр 04» Леверкузен.

## Фільмографія
| Рік       |    | Українська назва                                 | Оригінальна назва                                | Роль                                                              |
| --------- | -- | ------------------------------------------------ | ------------------------------------------------ | ----------------------------------------------------------------- |
| 2016      | ф  | «Брухт»                                          | Schrotten!                                       | Вольфґанґ Керчер                                                  |
| 2013      | ф  | «Чотири — це занадто багато»                     | Vier sind einer zuviel                           | Едґар                                                             |
| 2005      | с  | «Закон Вольфа»                                   | Wolffs Revier                                    | Тіло Малков                                                       |
| 2004—2008 | с  | «Телефон поліції — 110»                          | Polizeiruf 110                                   | Томас Келлер, комісар поліції                                     |
| 2004—2019 | с  | «Старий»                                         | Der Alte                                         | Річард Восс, головний комісар кримінальної поліції                |
| 2012      | ф  | «До дідька кохання»                              | Zum Kuckuck mit der Liebe                        | Губертус Гоббс                                                    |
| 2012      | ф  | «Смерть поштового голуба»                        | Tod einer Brieftaube                             | Карл-Гайнц Торн                                                   |
| 2012      | тф | «Безсоння у Швабінґу»                            | Schlaflos in Schwabing                           | Крістіан                                                          |
| 2012      | ф  | «Вступний іспит»                                 | Die Aufnahmeprüfung                              | Маркус Седлов                                                     |
| 2011      | с  | «Нічна зміна»                                    | Nachtschicht                                     | Чарльз Старек                                                     |
| 2011      | ф  | «Готель „Бажання“»                               | Hotel Desire                                     | Марсель                                                           |
| 2011      | тф | «Тепер наша черга»                               | Jetzt sind wir dran                              | Ґеорґ Ґрабовський                                                 |
| 2011      | с  | «Прокурор»                                       | Der Staatsanwalt                                 | Ґерд Менкенберґ                                                   |
| 2011      | ф  | «Острів під назвою Удо»                          | Eine Insel namens Udo                            | Вебер                                                             |
| 2010      | с  | «Новини з Буттенвардеру»                         | Neues aus Büttenwarder                           | комісар Клінґер                                                   |
| 2010      | с  | «Кохання у фіорді»                               | Liebe am Fjord                                   | Кааре Еліассен                                                    |
| 2010      | с  | «Йдіть на захід — свобода за будь-яку ціну»      | Go West — Freiheit um jeden Preis                | Макс Штайнер                                                      |
| 2010      | с  | «Роза Рот»                                       | Rosa Roth                                        | Ґреґор Фейльгабер                                                 |
| 2009      | тф | «Клавдія — дівчина з Каси №1»                    | Claudia - Das Mädchen von Kasse 1                | Норберт Фішер                                                     |
| 2009      | с  | «Спеціальна комісія: Кельн»                      | SOKO Köln                                        | Макс Дальман                                                      |
| 2009      | ф  | «Вам це подобається чи ні?»                      | Ob ihr wollt oder nicht                          | Пітер Карстенс                                                    |
| 2009      | тф | «Тигр або те, що люблять жінки!»                 | Der Tiger oder Was Frauen lieben!                | Конрад                                                            |
| 2009      | с  | «Справа на двох»                                 | Ein Fall für zwei                                | Вольф Гайдеґґер                                                   |
| 2009      | тф | «Поза смертю»                                    | Über den Tod hinaus                              | Геннер Новак                                                      |
| 2008      | тф | «Брамс — без вбивства, без трупа»                | Braams - Kein Mord ohne Leiche                   | Пауль Брамс                                                       |
| 2007      | кф | «Стиль життя»                                    | Lebenswandel                                     | Фрейр                                                             |
| 2007      | с  | «Останній свідок»                                | Der letzte Zeuge                                 | Гаґен Кернер                                                      |
| 2007      | тф | «Смерть моєї сестри»                             | Der Tod meiner Schwester                         | Свен де Бур                                                       |
| 2007      | с  | «Елвіс та Комісар»                               | Elvis und der Kommissar                          | Ганс Бегрінґер                                                    |
| 2007      | ф  | «Герр Белло»                                     | Herr Bello                                       | Едґар                                                             |
| 2007      | с  | «Екстрений виклик Гафенканте»                    | Notruf Hafenkante                                | Ян Грев                                                           |
| 2007      | ф  | «Сліпа пляма»                                    | Der blinde Fleck                                 | король Екгарт «Екі»                                               |
| 2006      | с  | «Комісар Лукас»                                  | Kommissarin Lucas                                | Штаймер, прокурор                                                 |
| 2006      | ф  | «Один проти страху»                              | Allein gegen die Angst                           | Себастьяна                                                        |
| 2006—2011 | с  | «Криміналіст»                                    | Der Kriminalist                                  | Клеменс Бор / Бернгард Бюссіґ                                     |
| 2006      | ф  | «Затоплення „Паміру“»                            | Der Untergang der Pamir                          | Отто Ланґе                                                        |
| 2006      | с  | «Дует»                                           | Das Duo                                          | Роберт Ванденбрук                                                 |
| 2006      | с  | «Сильна команда»                                 | Ein starkes Team                                 | Петер Шнайдер                                                     |
| 2005      | ф  | «Кохання після смерті»                           | Liebe nach dem Tod                               | Радогорський                                                      |
| 2005      | с  | «Балко»                                          | Balko                                            | Ервін Пертес                                                      |
| 2005      | тф | «Остання битва»                                  | Die letzte Schlacht                              | Микола Берзарін, генерал-полковник                                |
| 2004      | ф  | «Миготіння шлуночків»                            | Kammerflimmern                                   | Фідо                                                              |
| 2004      | ф  | «Конференція»                                    | Die Konferenz                                    | Рольф                                                             |
| 2004—2005 | с  | «Сіска»                                          | Siska                                            | Карл Боссе / Паскаль Ваґнер / Карл Ноцке                          |
| 2004      | с  | «Комісар Рекс»                                   | Kommissar Rex                                    | Карл Дворак                                                       |
| 2004      | тф | «Тоді ти прийшов»                                | Dann kamst du                                    | Петер Ференбах                                                    |
| 2003      | ф  | «Різдво у вересні»                               | Weihnachten im September                         | Ніко Лайкен                                                       |
| 2002      | ф  | «Бережіть свою шкіру»                            | Rette deine Haut                                 | Курт Бреннер                                                      |
| 2001      | тф | «Перед тим»                                      | Vor meiner Zeit                                  | Джек                                                              |
| 2001      | ф  | «Мушкетер»                                       | The Musketeer                                    | Атос                                                              |
| 2001      | тф | «Кохання мого життя»                             | Die Liebe meines Lebens                          | Мартін Ленц                                                       |
| 2001      | ф  | «Клоуни»                                         | Clowns                                           | комісар Фукс                                                      |
| 2000      | тф | «Тримай мене міцно!»                             | Halt mich fest!                                  | Карл                                                              |
| 2000      | с  | «Телефон поліції — 110»                          | Polizeiruf 110                                   | Інґо Амбек                                                        |
| 1999—2006 | с  | «Місце злочину»                                  | Tatort                                           | Олівер Бютчек / Ганс Венске / Ганнес Кубек / Герр Карп / Круцький |
| 1999      | ф  | «Реквієм для романтичної жінки»                  | Requiem für eine romantische Frau                | Карл Джордіс                                                      |
| 1999      | ф  | Собачі закони — абсолютно безумне викрадення пса | Doggy Dog — Eine total verrückte Hundeentführung | Алекс                                                             |
| 1998      | ф  | «23 — Все не те, чим здається»                   | 23 — Nichts ist so wie es scheint                | Лупо                                                              |
| 1997      | с  | «Телефон поліції — 110»                          | Polizeiruf 110                                   | редактор                                                          |
| 1997      | ф  | «Фармацевт»                                      | Die Apothekerin                                  | Боб Мурман                                                        |
| 1995      | ф  | «Барвисті пси»                                   | Bunte Hunde                                      | Гуру Фрейланд                                                     |
| 1995      | ф  | «Якщо у вас є колеги, вам не потрібні вороги»    | Wer Kollegen hat, braucht keine Feinde           | Біллі                                                             |
| 1994      | с  | «Телефон поліції — 110»                          | Polizeiruf 110                                   | Фердинанд Гекман                                                  |
| 1994      | с  | «Адельгейд та її вбивці»                         | Adelheid und ihre Mörder                         | Ґюнтер Кунольд                                                    |
| 1994      | с  | «Просто невеличка справа »                       | Nur eine kleine Affäre                           | Едді                                                              |
| 1993      | ф  | «Ми можемо по-іншому …»                          | Wir können auch anders …                         | шофер                                                             |
| 1991      | ф  | «Піца „Колонія“»                                 | Pizza Colonia                                    | Альфред Зах                                                       |